# Emina Jahović
Emina Jahović Sandal (Novi Pazar, Sérvia, 15 de janeiro de 1982) é uma cantora, atriz e modelo sérvia de ascendência bósnia. Ela vive na Turquia desde 2008. Ela é casada com um dos cantores de maior sucesso da Turquia, Mustafa Sandal. Atualmente, ela atua em uma série de TV turca: "Lale Devri". Emina é uma cantora mundialmente conhecida, especialmente famosa nos países balcânicos, como a Sérvia, a Bósnia e Herzegovina, Montenegro, Croácia, Macedônia e Albânia. Na Turquia, ela é conhecida como Emina Türkcan em alusão ao seu irmão mais velho, Mirsad Türkcan, um jogador de basquete naturalizado turco. Emina é também conhecida por sua semelhança com Penelope Cruz. Ela foi abordada por muitos estrangeiros, em Sarajevo, que achava que ela era a Penélope. Emina é atualmente um estudante de administração na "Braca Karic" Universidade de Belgrado.

## Discografia

### Álbuns
- Tačka (2002)
- Radije ranije (2005)
- Exhale - Maxi CD (2008)
- Pile moje (2009)
- Vila (2009)
- Tačka (2002)
- Osmi DAN  (2002)
- Uzalud se budim(2003)
- Tvoja greška (2005)
- Da l' ona zna (2006)
- Nije vise tvoja stvar (2006)
- Pola ostrog noza (2006)
- Cool Žena (2007)
- Exhale (2008)
- Još ti se nadam feat. Saša Kovačević (2008)
- Pile Moje (2009)
- Med feat. Dino Merlin (2009)
- Ti kvariigro (2010)